# Сєров Микола Іванович
Микола Іванович Сєров (нар. 1955) — відомий учений у галузі математики. Доктор фізико-математичних наук, професор. Академік АН вищої школи України з 2017 року за науковим відділенням математики.

## Біографія
Народився 17.05.1955 року в (с. Пії, Миронівського району, Київської області). Закінчив Чернівецький державний університет у 1977 р. за спеціальністю математик, викладач математики. Навчався в аспірантурі при кафедрі диференціальних рівнянь Київського національного університету імені Тараса Шевченка (1980—1982). Навчався в докторантурі при відділі прикладних досліджень Інституту математики НАН України (1990—1992). Тема кандидатської дисертації: «Групові властивості і точні розв'язки нелінійних гіперболічних рівнянь», 1982 р. Тема докторської дисертації: «Умовна симетрія нелінійних хвильових рівнянь», 1993 р.
Розпочав свою педагогічну діяльність асистентом кафедри вищої математики Кам'янець-Подільського сільськогосподарського інституту, потім — молодший науковий співробітник відділу прикладних досліджень Інституту математики НАН України, старший викладач, доцент, професор, завідувач кафедри вищої математики Полтавського національного технічного університету імені Юрія Кондратюка, завідувач кафедри математичного аналізу та інформатики Полтавського національного педагогічного університету імені В. Г. Короленка. Доцент кафедри вищої математики (1989), професор кафедри вищої математики (1994).
Сфера наукових інтересів: вища математика, теорія ймовірності, математичний аналіз, диференціальні рівняння, рівняння математичної фізики.
Автор понад 160 наукових статей, 36 з яких у виданнях, внесених до науково-метричних баз даних Scopus (h-індекс 7) та Web of Science (h-індекс 5), 134 з яких у виданнях внесених до науково-методичної бази даних Google-scholar (h-індекс 17). М. І. Сєров є автором 8 монографій, серед яких дві видані в закордонних виданнях Бостон-Лондон та Лондон-Нью-Йорк. Під науковим керівництвом М. І. Сєрова підготували та успішно захистили дисертації на здобуття наукового ступеня кандидата фізико-математичних наук 12 молодих науковців.
Член спеціалізованої ради з математичної фізики при Інституті математики НАН України
Нагороджений Почесною грамотою Міністерства освіти України (1999, 2005), Нагрудним знаком «За наукові досягнення» (2007), Почесною грамотою Управління освіти і науки Полтавської облдержадміністрації (2008, 2009), Почесною грамотою Полтавської міської ради (2010), Почесною грамотою Полтавської обласної ради (2010), Нагрудним знаком «Петро Могила» (2010), Нагрудним знаком «Відмінник освіти» (2015), Грамотою Верховної Ради України (2018), Нагрудним знаком МОН України «За наукові та освітні досягнення» (2018).